# Черных, Юрий Алексеевич
Юрий Алексеевич Черных (род. 11.02.1952, Ишимбай, СССР) — председатель Салаватского городского Совета в 2003—2008 гг., генеральный директор ОАО «Салаватнефтемаш» (1995—2009). Кандидат технических наук.

## Биография
В 1975 году закончил Челябинский политехнический институт по специальности «инженер-механик».
С 1975 по 1976 годы — инженер-технолог цеха № 17 завода «Сибсельмаш» г. Новосибирска.
С 1976 по 1988 годы — инженер; старший инженер отдела главного конструктора; начальник бюро производственно-диспетчерского отдела; заместитель начальника отдела; начальник отдела подготовки производства ПО «Салаватнефтемаш».
В 1979 году работал технологом ОГТ Ишимбайского филиала Рубцовского завода транспортного машиностроения.
С 1988 по 1989 годы — секретарь парткома завода, главный инженер НПО «Салаватнефтемаш».
С 1995 по 2009 годы работал генеральным директором ОАО «Салаватнефтемаш».
Депутат Государственного собрания — Курултая Республики Башкортостан. Избирался депутатом городского Совета Салавата с 1995 года. В последних двух созывах (2003—2008 гг.) был председателем Совета.
Член Всероссийской политической партии «Единая Россия».
Женат, имеет сына и дочь.

## Награды
- Почётное звание «Заслуженный машиностроитель Республики Башкортостан».
- Заслуженный машиностроитель Республики Башкортостан.
- Советом директоров программы «100 лучших товаров России» 2007 года награждён почётным знаком «За достижения в области качества».